# Наталі Портер
Наталі Портер (англ. Natalie Porter; нар. 16 грудня 1980) — австралійська баскетболістка.
Срібна призерка Олімпійських Ігор 2004 року.